# Блуз рок
Блуз рок је поджанр рок музике чија је главна карактеристика спој блуз и рок звука. 
Настао је '60-их година ХХ века, појавом бендова и извођача као што су Џенис Џоплин, Џими Хендрикс, Ролингстонси, Пинк Флојд и слични. Врхунац популарности је био средином '60-их, да би крајем деценије почео полако да прелази и да се претапа у психоделични рок, прогресивни рок и хард рок. Најзаступљенији инструменти у блуз-року, поред електричних и бас-гитара, су и удараљке, звечке, усна хармоника, труба и тромбон.